# Hans-Martin Weiss

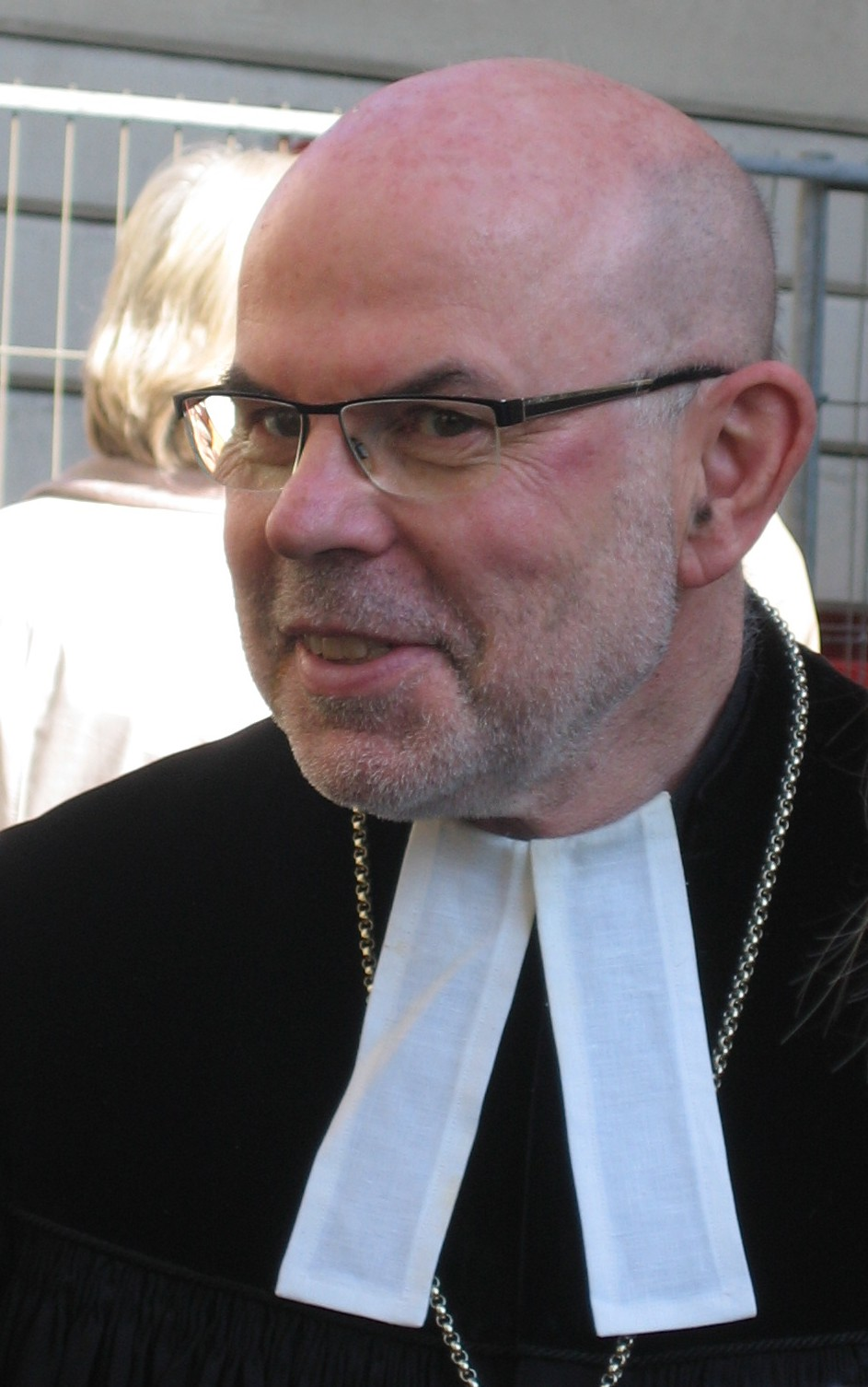
Hans-Martin Weiss (2017)

Hans-Martin Weiss (* 30. Juni 1957 in Sulzbach-Rosenberg) ist ein deutscher Theologe und war von 2004 bis 2019 Regionalbischof im evangelischen Kirchenkreis Regensburg. Während seiner Tätigkeit war er durchweg in Bayern beschäftigt; 1983 promovierte er an der Universität Bamberg im Fach Theologie, Bereich Kirchengeschichte.

## Leben

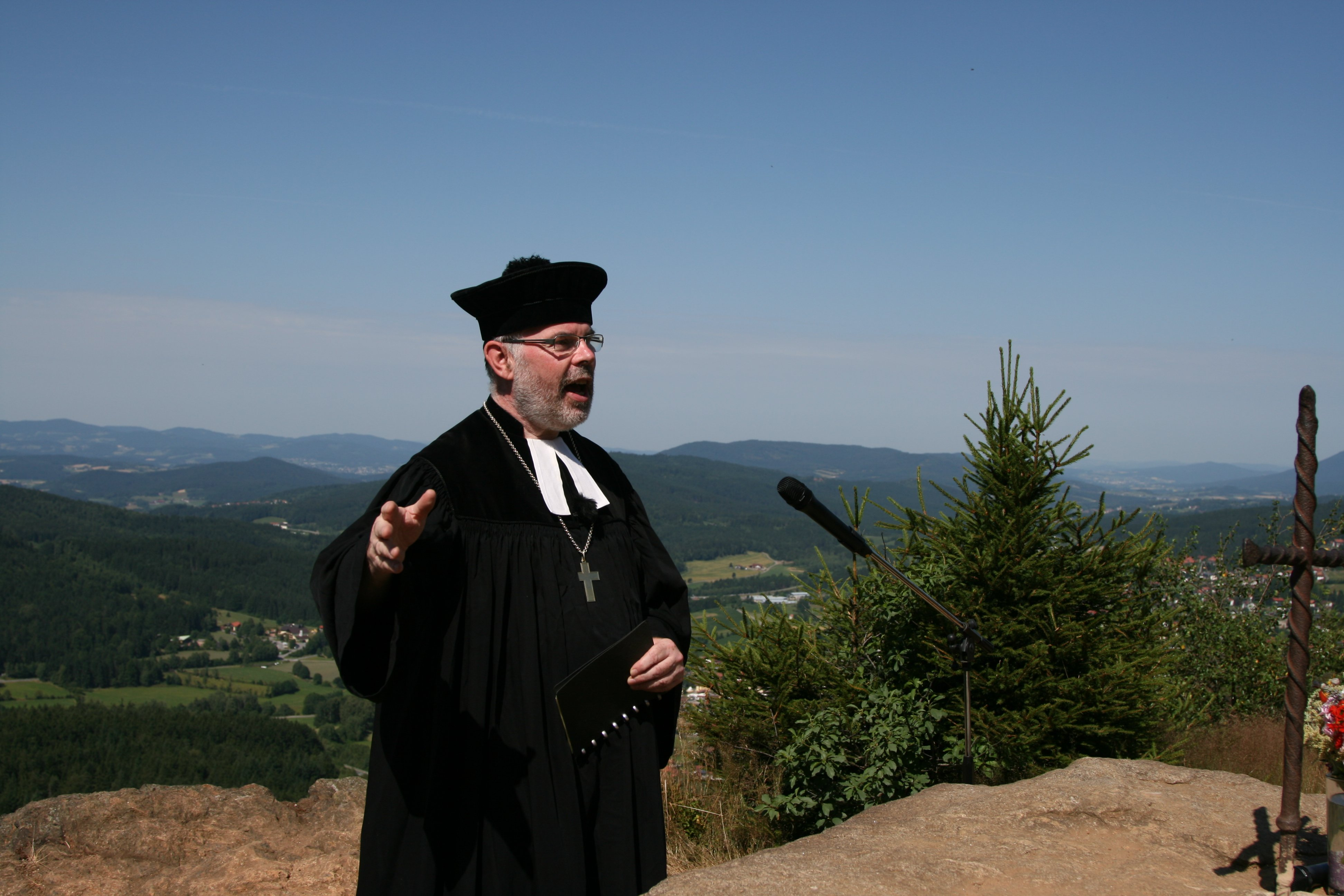
Hans-Martin Weiss als Gastprediger beim Berggottesdienst auf dem Silberberg bei Bodenmais, 2013.

Hans-Martin Weiss stammt aus einer Kirchenmusikerfamilie. Nachdem er in Erlangen, Bonn und Wien Evangelische Theologie studiert hatte, wurde er Vikar in der Kirchengemeinde Ebersberg. 1983 schrieb er an der Universität seine Doktorarbeit über ein kirchengeschichtliches Thema. Am 15. Januar 1984 erfolgte seine Ordination in Fürth. 1986 bis 1990 arbeitete er an der Universität Bamberg als Studentenpfarrer. Ab 1990 übernahm er die erste Pfarrstelle in München-Pasing an der Himmelfahrtskirche. Bei der Gründung des Prodekanats München-West wurde er zum Dekan ernannt. Sein Amt als Regionalbischof trat der Oberkirchenrat am 1. April 2004 in Regensburg als Nachfolger von Helmut Millauer an. Am 30. Januar 2005 wurde Weiss auf der Freisinger Delegiertenkonferenz zum Vorstandsvorsitzenden des Regionalverbands Bayern in der Arbeitsgemeinschaft Christlicher Kirchen in Deutschland gewählt. Am 14. November 2008 wurde er als Nachfolger des Oberkirchenrats Claus-Jürgen Roepke Präsident des Martin-Luther-Bundes. Am 8. Februar 2015 erklärte er seinen Rücktritt von diesem Amt. Am 21. Juli 2019 wurde er als Regionalbischof gesundheitsbedingt im Alter von 62 Jahren in den Ruhestand verabschiedet.

## Letzte berufliche Tätigkeit
Hans-Martin Weiss arbeitete von 2016 bis 2019 mit einem Referenten Rainer Höfelschweiger (von 2006 bis 2016 Werner Thiede), sowie zwei Sekretärinnen im Büro in Regensburg als Vorgesetzter von acht Dekanen aus dem Kirchenkreis.

## Trivia
Hans-Martin Weiss trat auch sportlich in Erscheinung: Er war begeisterter Hobbykicker und hörte regelmäßig die Sendung Heute im Stadion im Bayerischen Rundfunk von Fritz Hausmann. Weiss freute sich besonders, dass Hausmann in seiner Münchner Zeit Gemeindeglied seiner Gemeinde war.

## Bibliographie (Auswahl)
- Vom notwendigen Verstand der Lehre. Kirchenleitung in der Zeit nach dem Tode Luthers am Beispiel von Georg Karg, Neustadt an der Aisch 1991, zugleich Univ.-Diss. Erlangen-Nürnberg 1989.
- als Mitherausgeber: Das geistliche Amt im Wandel. Entwicklungen und Perspektiven, Leipzig 2017 (zus. mit Hanns Kerner und Johannes Rehm), ISBN 978-3-374-05078-9.